# Las Navas de la Concepción
Las Navas de la Concepción is een gemeente in de Spaanse provincie Sevilla in de regio Andalusië met een oppervlakte van 63 km². In 2007 telde Las Navas de la Concepción 1788 inwoners.